# Les Cahiers Franco-Polonais
Les Cahiers Franco-Polonais: publication du Centre de Civilisation Polonaise de l'Université Paris-Sorbonne – rocznik naukowy wydawany w Paryżu w latach 1977-1987. Wydawcą było Centre de Civilisation Polonaise Uniwersytetu Paris IV-Sorbonne. Redaktorem naczelnym był w latach 1977-1982 Oktawiusz Jurewicz, 1982-1987 Maria Straszewska. Ukazało się 8 roczników pisma za lata 1977-1984. 